# Oleria pitonia
Oleria pitonia är en fjärilsart som beskrevs av Ferreira D'almeida 1964. Oleria pitonia ingår i släktet Oleria och familjen praktfjärilar. Inga underarter finns listade i Catalogue of Life.